# Brittiska begravningsplatsen på Heerstrasse

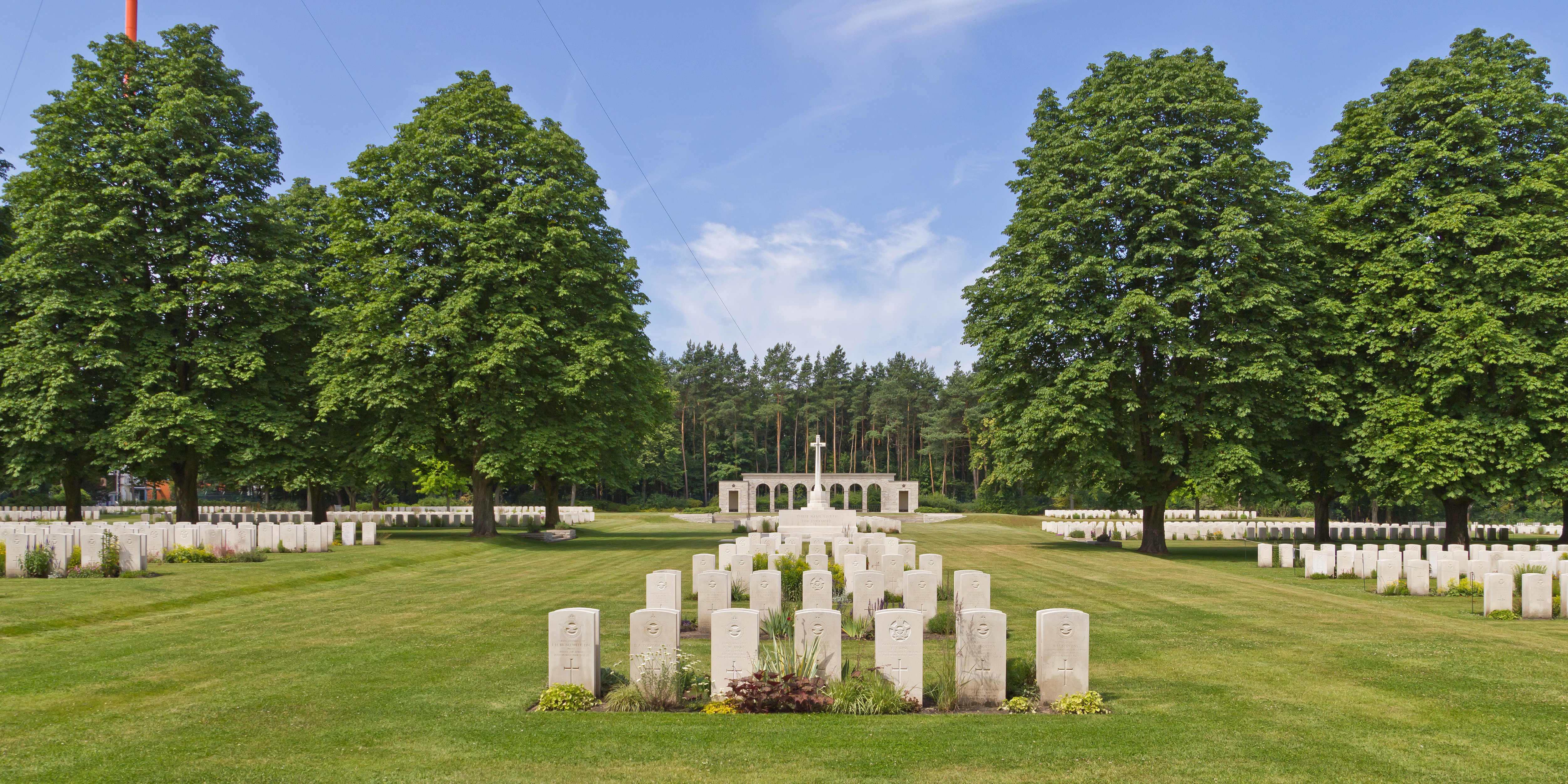

Brittiska begravningsplatsen på Heerstrasse, tyska Britischer Friedhof an der Heerstraße, är en brittisk soldatkyrkogård i stadsdelsområdet Charlottenburg-Wilmersdorf på södra sidan av Heerstrasse i närheten av Grunewaldskogen i Berlin. Här vilar omkring 3500 brittiska soldater som stupade i striderna i och omkring Berlin under andra världskriget. Soldatkyrkogården anlades 1955-1957 och förvaltas av Commonwealth War Graves Commission. 